# Schützenpanzer kurz
Der Schützenpanzer kurz (SPz kurz, Hotchkiss) gehörte zur Erstausstattung der Bundeswehr mit Panzerfahrzeugen. Das Fahrzeug basierte auf dem Schützenpanzer TT 6 der französischen Firma Hotchkiss-Brandt, dessen Kettenlaufwerk um eine zusätzliche Laufrolle (insgesamt fünf) erweitert wurde. Daneben gab es im deutschen Heer den „Schützenpanzer (lang) HS 30“.
Das Werk von Klöckner-Humboldt-Deutz in Mainz fertigte als Lizenzbau von 1959 bis 1967 über 1600 Fahrzeuge. Die bekannteste Version war der Spähpanzer, der zur leichten Aufklärung im Trupp mit zwei Fahrzeugen eingesetzt wurde.

## Bewertung
Wie der Schützenpanzer (lang) HS 30 hatte auch der Hotchkiss seine Schwächen: Er war relativ langsam und für die Aufklärung recht laut, Rückwärtsfahrt war wegen der hohen Übersetzung nur mit wenig mehr als Schrittgeschwindigkeit (6 km/h) möglich. Ferner waren die Steckachsen der vorne gelegenen Treibräder anfällig und brachen bei harter Einfahrt in einen Graben schnell.
Der Munitionswechsel für die 20-mm-Kanone (HS.820) war auf Grund der engen Platzverhältnisse und des hohen Gurtgewichtes schwierig; zudem erforderte der Wechsel den Einsatz von Werkzeug. Der Schützenpanzer besaß keinen optischen Entfernungsmesser, die Entfernung musste daher geschätzt werden.
Im Winter profitierte nur der Fahrer minimal von der schwachen Heizung; der Rest der Besatzung fror, obwohl mehrtägige Einsätze die Regel waren. Ein weiteres Manko waren kaum bis gar nicht abgesicherte Stromkreise. Ein Funkbetrieb war nur möglich, wenn mit dem Batterieschalter („NATO-Knochen“) das gesamte Bordnetz eingeschaltet war. Da dann auch die Zündspule unter Spannung stand, kam es mitunter zu Kurzschlüssen mit entsprechenden Folgen. Zudem litt die Kraftstoffanlage unter Undichtigkeiten. Vorteilhaft war die niedrige Silhouette, die ihn schwer aufklärbar machte.
Ab 1962 wurden die Fahrzeuge mit Nebelmittelwurfanlagen nachgerüstet. Die Variante Typ 11-2 blieb bis 1982 in der Panzeraufklärungstruppe und die Version Typ 91-2 mit Aufklärungsradar sogar bis 1987 im Dienst. Alle anderen wurden bereits Ende der 1970er Jahre durch den Spähpanzer Luchs und die Mannschaftstransportpanzer Fuchs und M113 MTW Fahrzeuge ersetzt. Die meisten Fahrzeuge endeten als Hartziele auf Truppenübungsplätzen. Einige wenige Exemplare fanden ihren Weg in Museen oder private Hände. Bei der Truppe wurde das Fahrzeug auch oft als „Bremsklotz“, „Unterlegkeil“ oder „Gefechtsrollstuhl“ bezeichnet.

## Versionen
Neben der Grundversion Typ 11-2 mit manuell schwenkbarem Turm mit einer 20-mm-HS 820/L85 Maschinenkanone des Genfer Rüstungskonzerns Hispano Suiza (Suisse) als Schützenpanzer für eine Halbgruppe mit vier bis fünf Mann bei der Panzeraufklärungstruppe existieren folgende Varianten:
| Name     | Beschreibung | Bild |
| -------- | --- | ---- |
| Typ 2-2  | Krankenkraftwagen mit zwei Feldtragen und einem Fahrer und einem Sanitäter als Besatzung. |      |
| Typ 22-2 | Beobachtungspanzer mit verbesserter Funkausrüstung und drei Mann Besatzung. Diese Version wurde bei der Artillerietruppe als sogenanntes VB-Fahrzeug (vorgeschobener Beobachter) eingesetzt. Die Funkausrüstung bestand aus ein bis zwei Geräten SEM 35 oder je einem SEM 35 und EM 35. Es war außerdem mit einem MG3 mit 7,62 mm Kaliber inkl. Fliegerabwehr-Visier ausgestattet, 2 × 3 Nebelwerfern sowie einem Periskop. |      |
| Typ 42-1 | Transportpanzer „cargo“ mit ungeschützter Transportplattform/zwei Sitzbänken und nur jeweils vier Laufrollen. |      |
| Typ 51-2 | Panzermörser mit Tampella-81-mm-Mörser und 51 Granaten Munitionsvorrat, zwischen 1959 und 1964 gebaut und bis 1969 eingesetzt. |      |
| Typ 91-2 | Radaraufklärungspanzer mit Gefechtsfeldradar AN/TPS 33a, Reichweite 18.000 Meter und verstärkte Funkausrüstung, bis 1987 eingesetzt. |      |

## Technische Daten
(Typ 11-2 als Spähpanzer)
- Gefechtsgewicht 8400 kg
- Länge 4,47 m
- Breite 2,34 m
- Höhe 2,02 m (ohne Antenne)

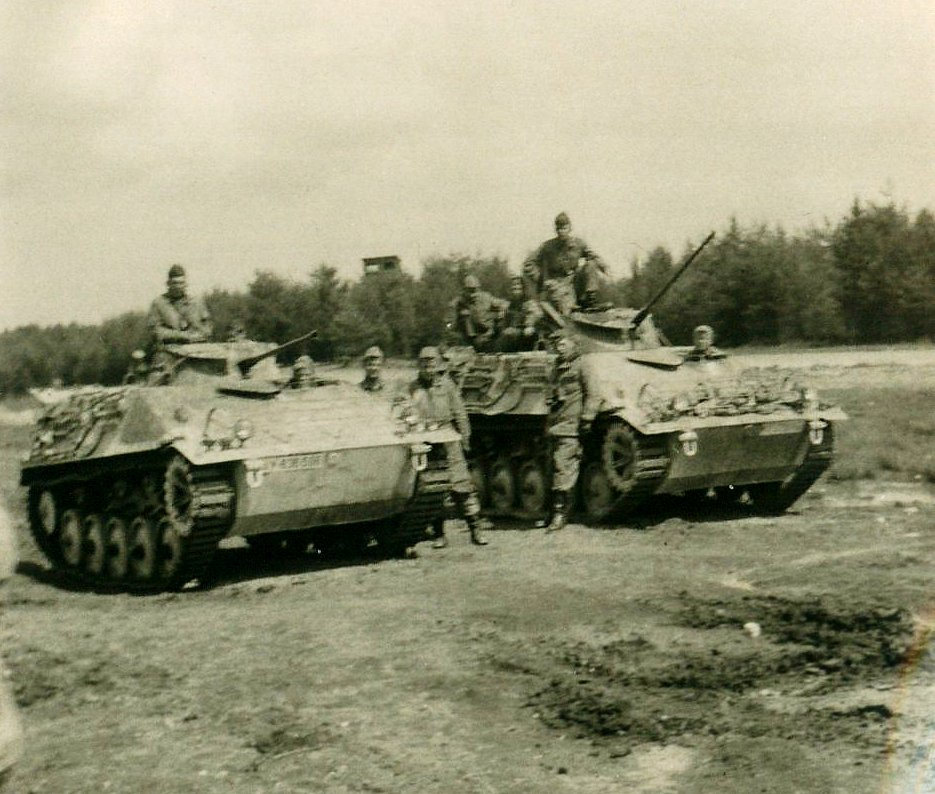
Hotchkiss 11-2 (1958)

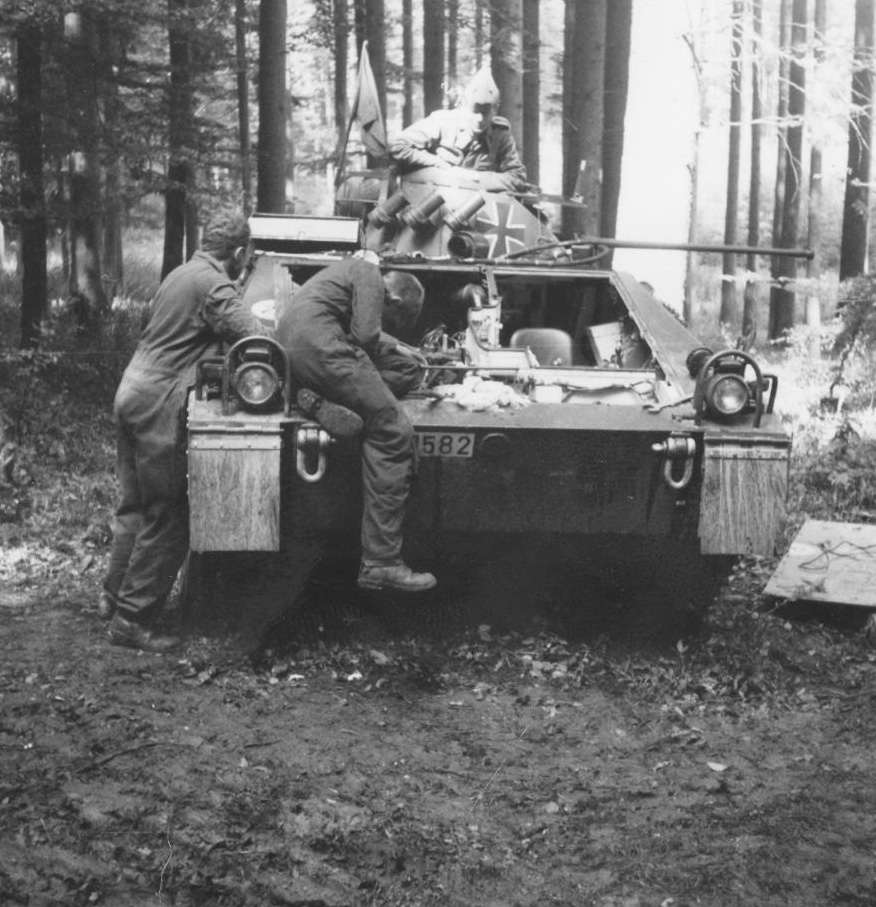
Instandsetzung eines Spz kurz (Motorentausch) Hotchkiss in einem Wald bei Nellingen

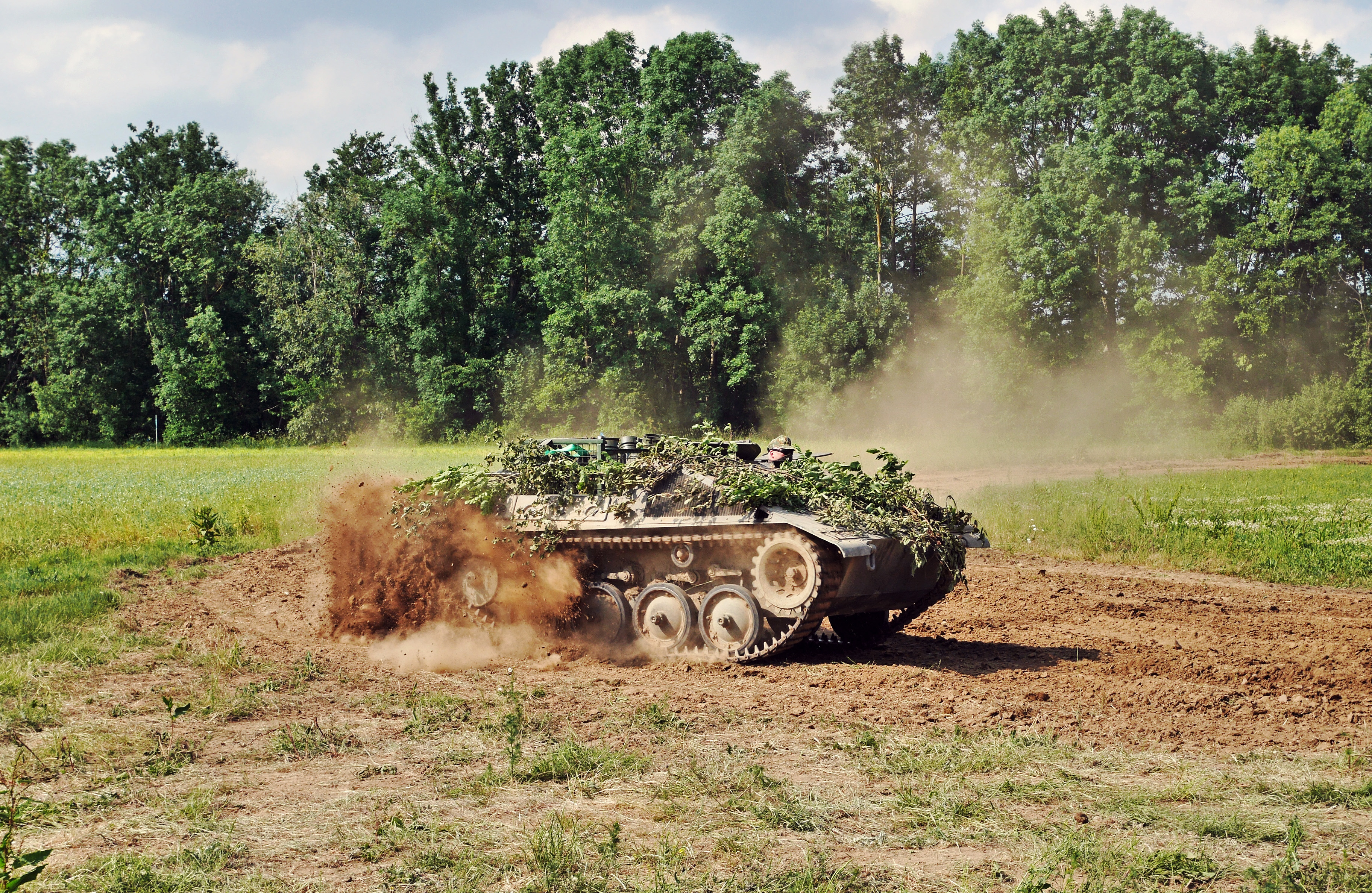
Hotchkiss „cargo“ in Fahrt

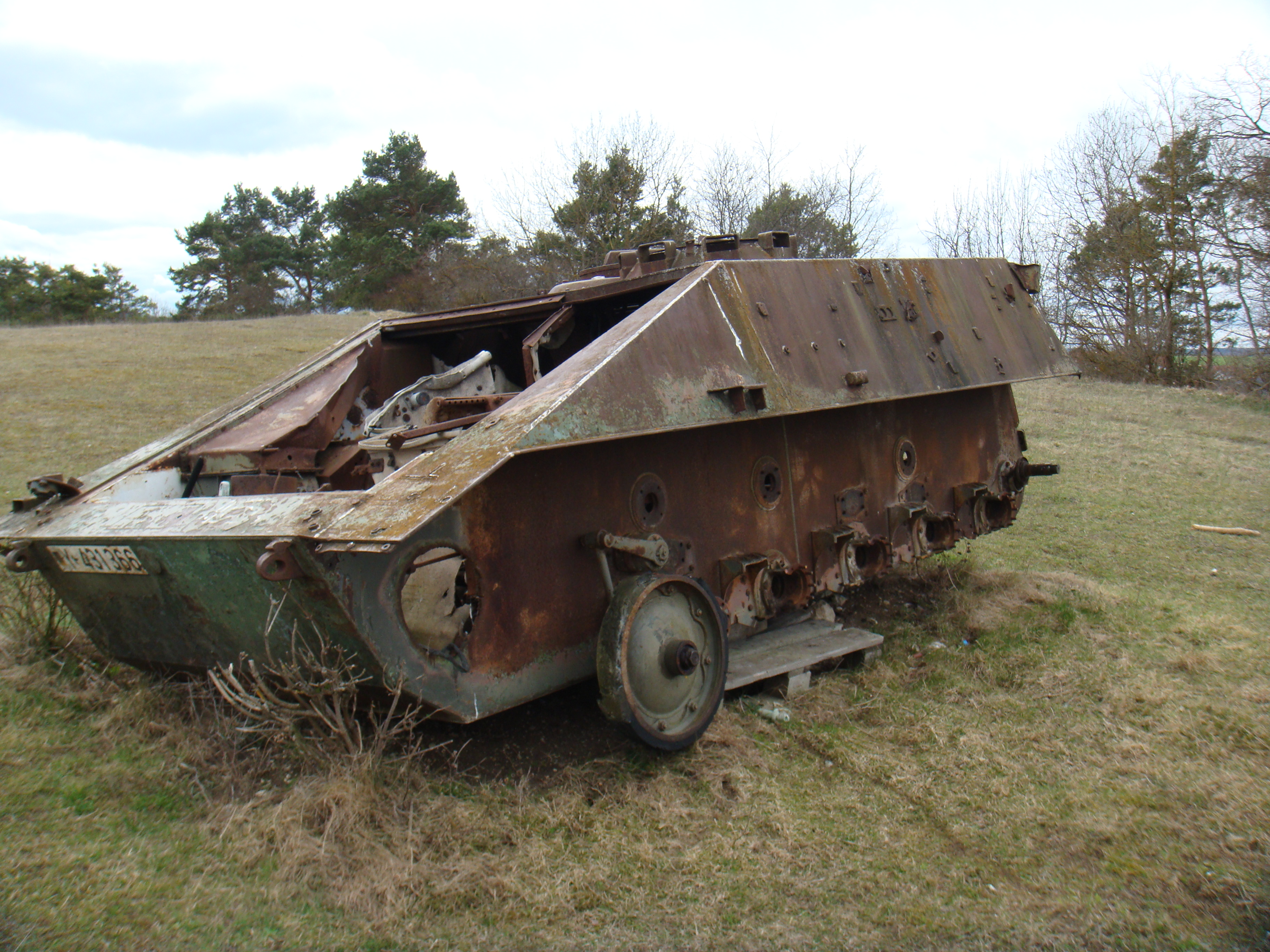
Hartziel Wrack

- Kettenlaufwerk mit fünf Lauf- und drei Stützrollen
- Besatzung: 4 Mann (Kommandant im Turm, Fahrer, Funker hinten links, Beobachter hinten rechts, davor Notsitz für 5. Mann)
- Panzerung 8 mm/direkt nach vorn 20 mm
- Bei geschlossenen Luken Sicht für Fahrer und Kommandanten durch Periskope, für Beobachter nach rechts durch 50-mm-Panzerglas (wegklappbar)
- Rolls-Royce-Sechszylindermotor (Ottomotor), Hubraum 4678 cm³, 164 PS
- Höchstgeschwindigkeit: 58 km/h (rückwärts 6 km/h)
- Reichweite: ca. 400 km (Straße)
- Steigfähigkeit: 60 %
- Grabenüberschreitfähigkeit: 1,50 m
- spiegelbildliche H-Schaltung (1. Gang unten links)
- Lenkung per Lenkhebel über Kettenbremsen
- zusätzliche Fußbremse (Bandbremse). Diese sollte nur bei Notbremsungen verwendet werden, da sie empfindlich war und sich nach der Benutzung oft nicht von selbst wieder löste.
- Wattiefe: 0,70 m
- Kletterfähigkeit: 0,60 m
- Kraftstoffbehälter: 330 l
- Bewaffnung:
  - 20-mm-Maschinenkanone (Hispano-Suiza 820/L 85) im Drehturm links neben dem Kommandanten für:
  - Spreng-Brandmunition auf Zerfallgurt zur Bekämpfung von weichen Zielen und zur Fliegerabwehr sowie panzerbrechende Munition in Magazinen.
  - Feuerrate (Kadenz) mit Zerfallgurt: ca. 800–1000 Schuss/min
  - Kampfentfernung: 400–1200 Meter, maximale Schussentfernung: ca. 7,5 km
  - Standard-Nahkampfausrüstung (STAN-Bewaffnung) der Besatzung: Kommandant mit Pistole P1, Fahrer und Funker mit Maschinenpistole MPi 2, Späher mit Gewehr G3.
- Zwei Heckklappen mit Alu-Staukästen. In manchen Brigaden ein Staugitter vorne zur Aufnahme des Sturmgepäcks der Besatzung (rechter Panzer im oberen Bild).